# 메쎄 프랑크푸르트
메쎄 프랑크푸르트(Messe Frankfurt, 직역: '프랑크푸르트 무역 박람회')는 자체 전시장을 갖춘 세계 최대 규모의 무역 박람회, 회의 및 이벤트 주최사 중 하나이다. 이 조직은 약 30개 지점에서 2,500명의 직원을 고용하고 있으며, 연간 약 6억 6,100만 유로의 매출을 올린다. 서비스에는 전시장 임대, 박람회 건설 및 마케팅, 인력 및 식음료 서비스가 포함된다.
본사는 프랑크푸르트암마인에 있으며, 프랑크푸르트(60%)와 헤센주(40%)가 소유하고 있다. 메쎄 프랑크푸르트 이사회는 볼프강 마르친 (회장), 데틀레프 브라운, 우베 뱀으로 구성된다.

## 역사
프랑크푸르트는 800년 이상 무역 박람회로 알려져 왔다. 중세 시대에는 상인과 사업가들이 도시 중심부에 위치한 중세 건물인 "뢰머"에서 만났고, 1909년부터는 프랑크푸르트 중앙역 북쪽에 위치한 페스트할레 프랑크푸르트 부지에서 만났다. 서면으로 기록된 최초의 프랑크푸르트 무역 박람회는 1240년 7월 11일로 거슬러 올라간다. 당시 프리드리히 2세 황제는 박람회에 오는 상인들에게 그의 보호를 선언하며 프랑크푸르트 가을 무역 박람회를 시작했다. 약 90년 후인 1330년 4월 25일, 프랑크푸르트 봄 박람회도 루트비히 4세 황제로부터 특권을 받았다. 이때부터 프랑크푸르트에서는 매년 봄과 가을에 두 차례 무역 박람회가 열렸으며, 이는 메쎄 프랑크푸르트의 현대 소비재 박람회의 기본 구조를 형성했다.
2003년 프랑크푸르트는 총 24개의 국제 규모 무역 박람회를 개최했다. 이 24개의 국제 무역 박람회에는 독일 국제 모터쇼 (IAA)와 프랑크푸르트 도서전이 포함되었다. 그해 총 40,295개의 전시업체가 프랑크푸르트에서 제품을 선보였다. 240만 명이 넘는 방문객이 이 제품들을 보러 왔다.
메쎄 프랑크푸르트는 매년 암비엔테(Ambiente)라는 소비재 박람회를 개최한다. 2012년부터 2019년까지 이 박람회는 파트너 국가 전시회 및 디자인 대사 프로그램을 포함하여 국제 디자인 우수성을 선보였다.
| 연도 | 파트너 국가 | 디자인 대사          | 전시회                      |
| ---- | ----------- | -------------------- | --------------------------- |
| 2012 | 덴마크      | 덴마크 디자인 위원회 | "Design Forecast Denmark"   |
| 2013 | 프랑스      | 올리비아 푸트만      | “La France un art de vivre“ |
|      |             | 올리비에르 가니에르  | “Café Manufaktur” (카페)    |
| 2014 | 일본        | 하시모토 유키오      | “Super Ennichi”             |
| 2015 | 미국        | 스콧 헨더슨          | "Seashore Galore"           |
|      |             | 제이슨 밀러          | "Lifespace Lounge" (카페)   |
| 2016 | 이탈리아    | 파올라 나보네        | "Dolce Vita"                |
|      |             | 파올라 나보네        | "Milano Milano" (카페)      |
|      |             | 줄리오 라체티        | "Rimini Rimini" (카페)      |
| 2017 | 영국        | 재니스 커크패트릭    | “Providence and Provenance” |
|      |             | 베산 그레이          | "Jade Serenity" (카페)      |
| 2018 | 네덜란드    | 로버트 빔 브론바서   | "Do Dutch"                  |
|      |             | 브레흐체 트로스트    | "Infinity" (카페)           |
| 2019 | 인도        | 아유시 카슬리왈      | "Hande Make in India"       |
|      |             | 산딥 상가루          | "Starry Night" (카페)       |

2021년, IAA는 뮌헨으로 이전했다.

## 프랑크푸르트 무역 박람회

### 위치 및 규모
프랑크푸르트 시내 중심부 근처에 위치한 전시장 부지는 전 세계에서 가장 크고 현대적인 곳 중 하나로, 372,350 m2 (4,007,900 ft2)의 홀 면적과 66,764 m2 (718,640 ft2) 이상의 자유 공간을 갖추고 있다.

### 대중교통
- 항공: 프랑크푸르트 공항
- 철도: 프랑크푸르트 중앙역 (도보: 20분)
- 노면전차:  16 17 페스트할레/메쎄

### 건축
전시장 부지의 유명한 건축가로는 헬무트 얀 (메세투름), 오스발트 마티아스 웅거스 (메세 토어하우스), 니콜라스 그림쇼 (프랑크푸르트 무역 박람회장 홀)가 있다. 이 회사는 콩그레스 센터와 카프 유럽 두 개의 콩그레스 센터를 운영한다. 홀 12는 가장 최근에 지어진 최첨단 홀이다. 2023년부터는 새로운 홀 5가 완공될 예정이다.

## 갤러리

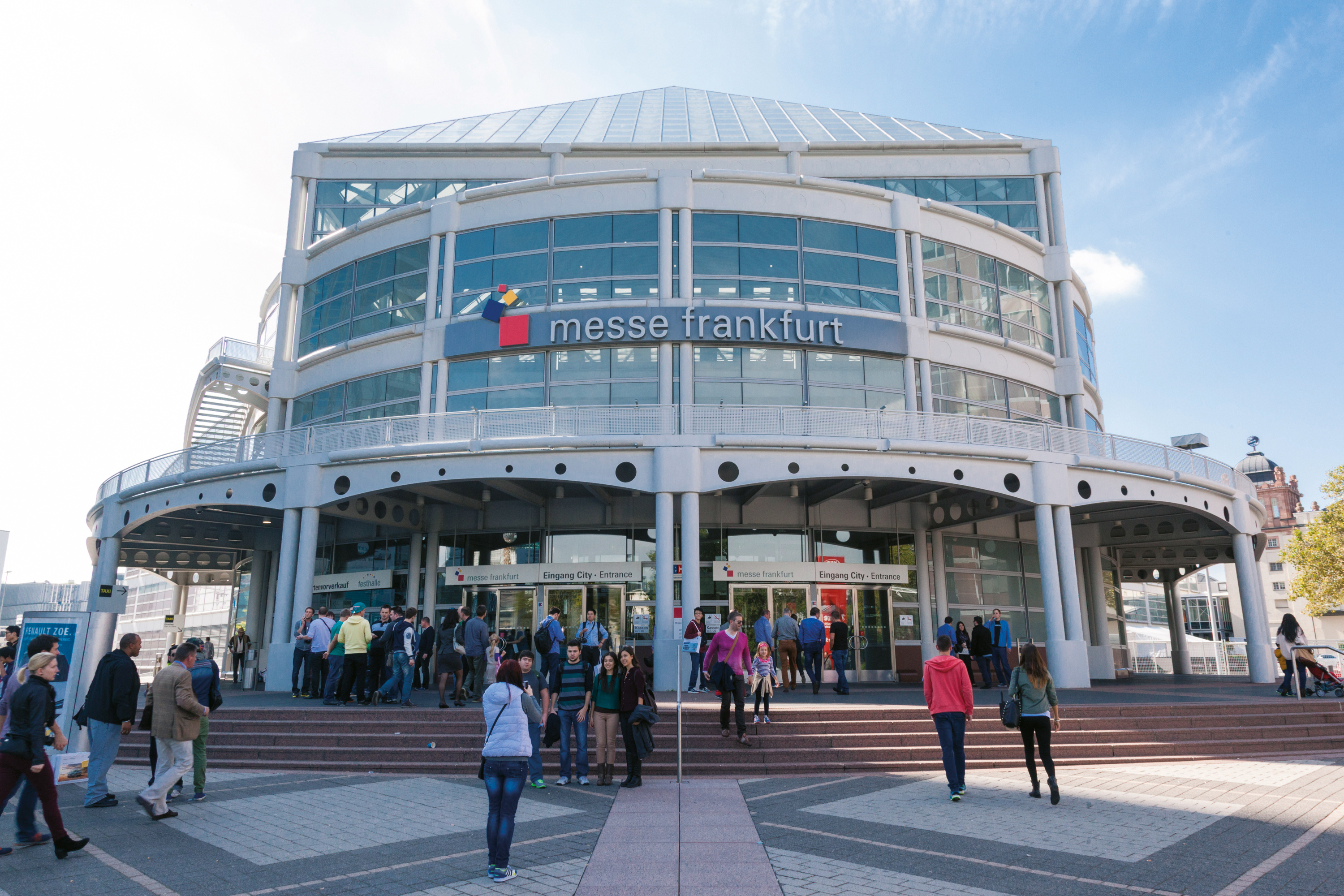
메쎄 프랑크푸르트 – 도시 입구
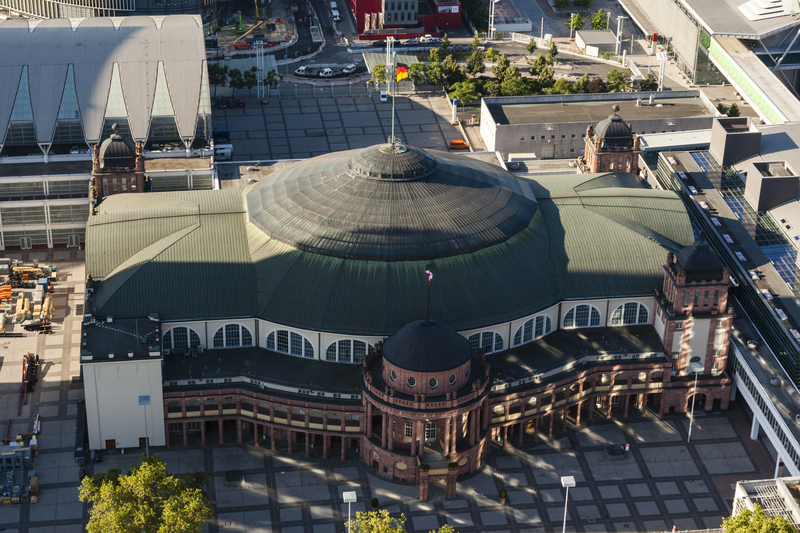
페스트할레 프랑크푸르트
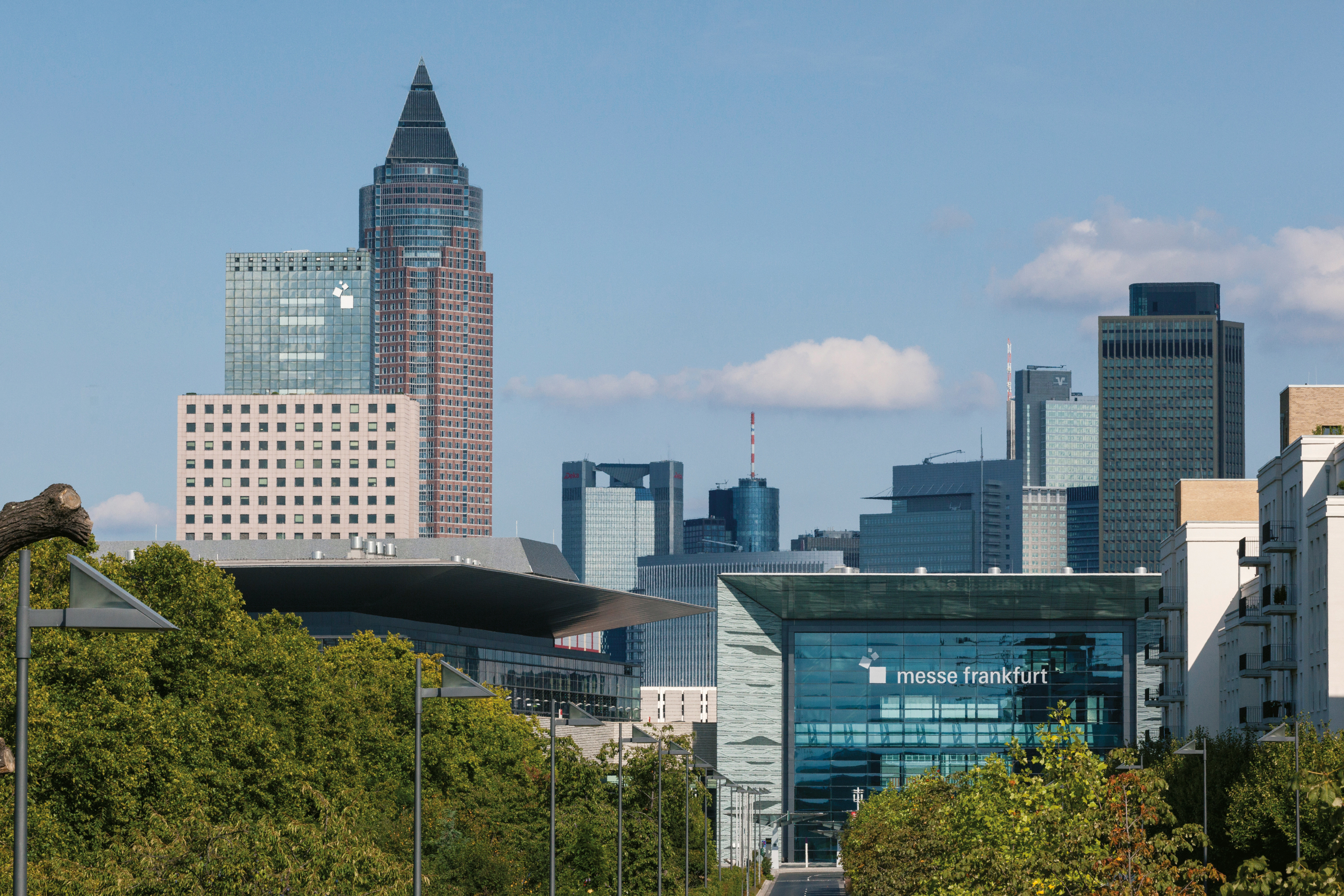
홀 11 및 포르탈하우스
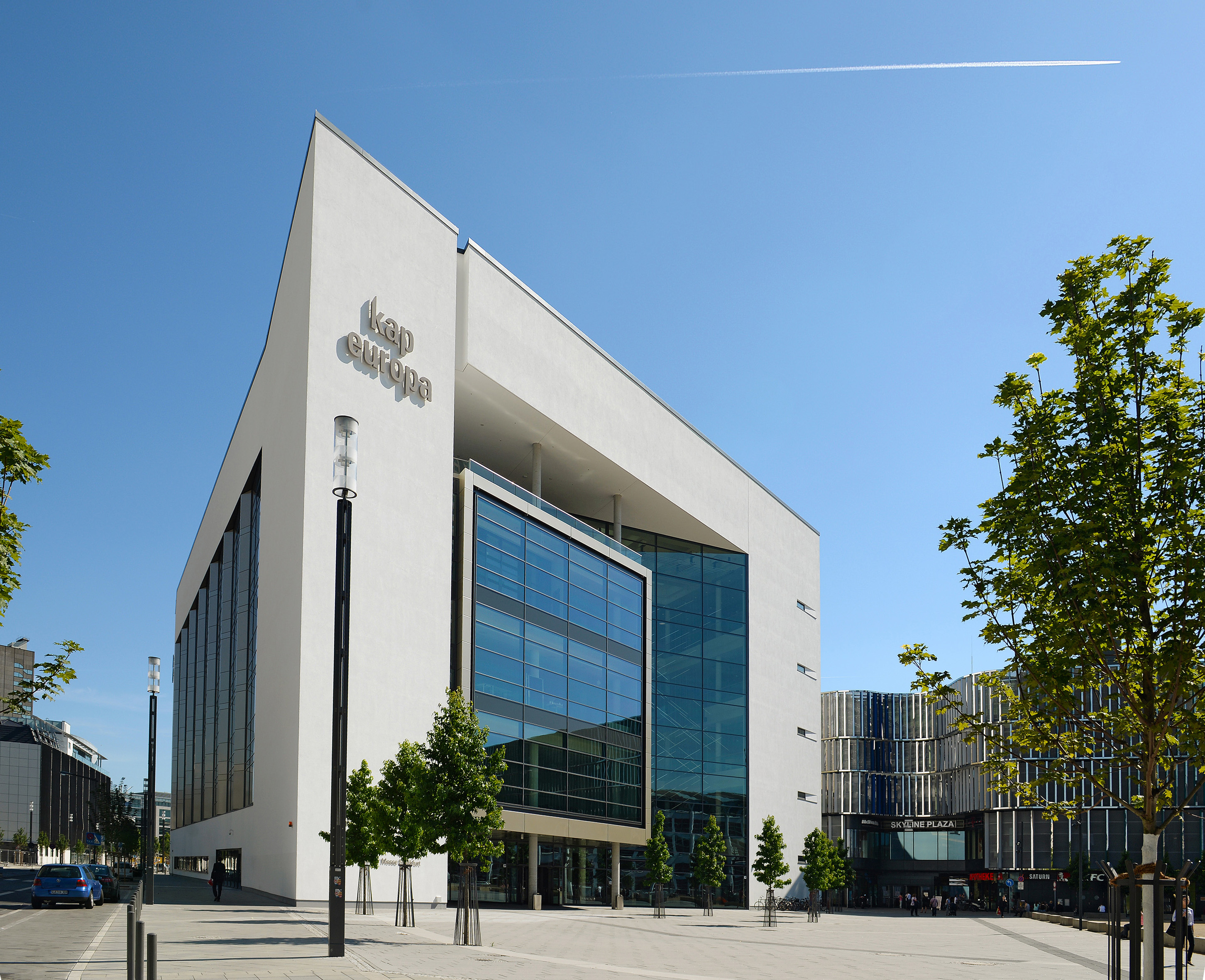
카프 유럽 콩그레스 센터
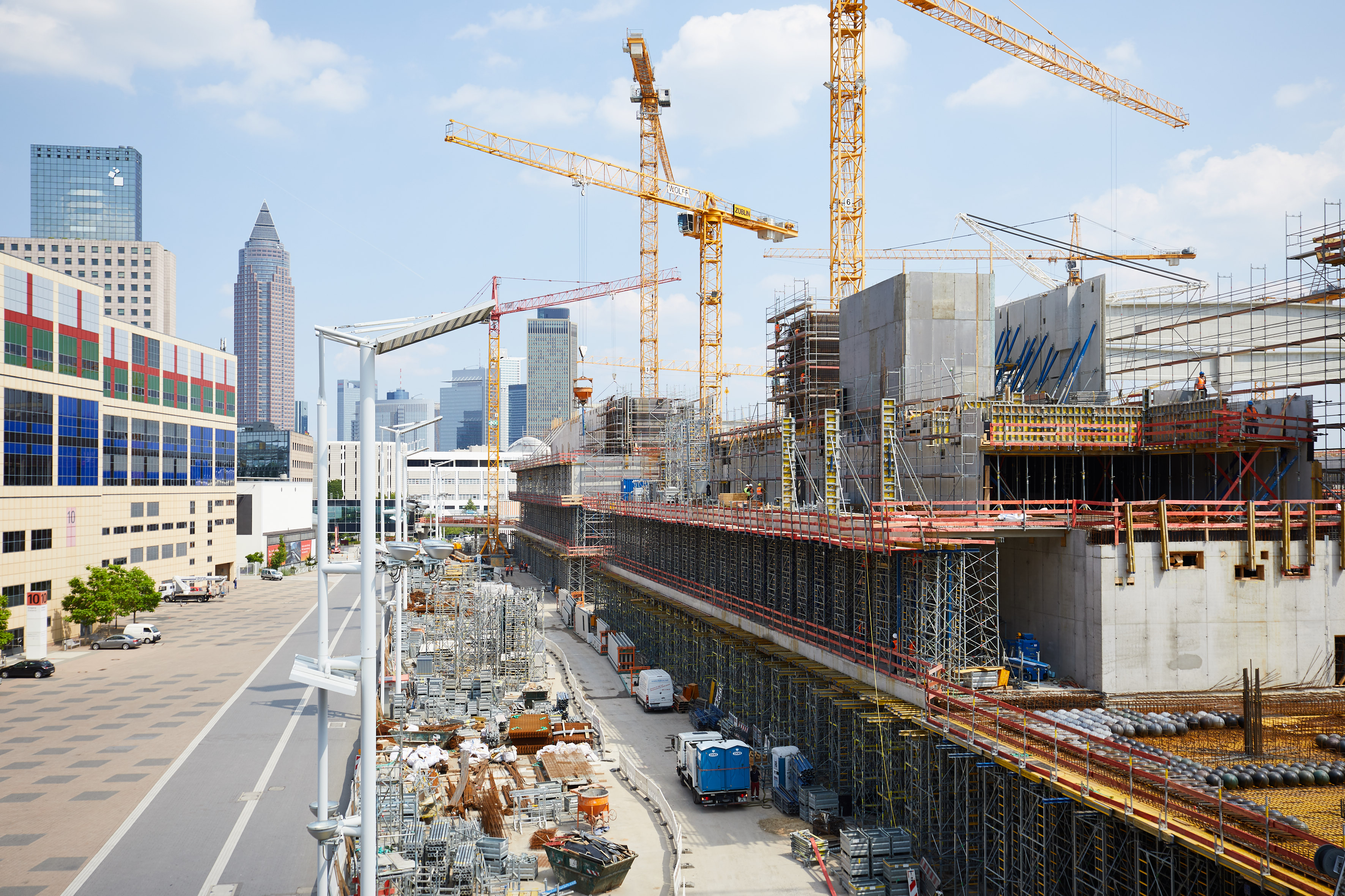
공사 중인 홀 12